# 黑于格
黑于格（法語：Hugues le Noir；？—952年12月17日），勃艮第公爵（923年—952年在位）。黑于格來自博索尼德王朝，父親是第一任勃艮第公爵歐坦的理查（普羅旺斯的博索的弟弟）、西法蘭克國王拉烏爾的弟弟。
923年，兄長拉烏爾在岳丈羅貝爾一世逝世後被貴族會議選舉為西法蘭克國王。拉烏爾即位後，將擔任不到兩年的勃艮第公爵一職讓給了黑于格。
936年，拉烏爾逝世後，貴族們一致同意召回在英格蘭流亡的前任國王查理三世之子小路易回國繼承王位。尤其是重臣巴黎伯爵偉大的于格，他同意召回小路易可能是為了防止韦尔芒杜瓦伯爵埃貝爾二世或者黑于格繼承王位。黑于格認為自己有望跟隨他的兄長拉烏爾坐在國王的寶座上，因而拒絕承認路易四世為西法蘭克國王。 因此路易四世派出偉大的于格攻陷歐塞爾和桑斯，導致勃艮第公國被偉大的于格與黑于格分治。
沒有史料證明黑于格是否成婚，只能肯定在他逝世後沒有子嗣繼承，因此由妹夫沙隆的吉爾貝爾繼承爵位。